# Es war einmal
Es war einmal (Det var en gång) är en opera i prolog och tre akter med musik av Alexander von Zemlinsky och text av Maximilian Singer efter Holger Drachmanns pjäs Det var en gång och H.C. Andersens saga Svinaherden.

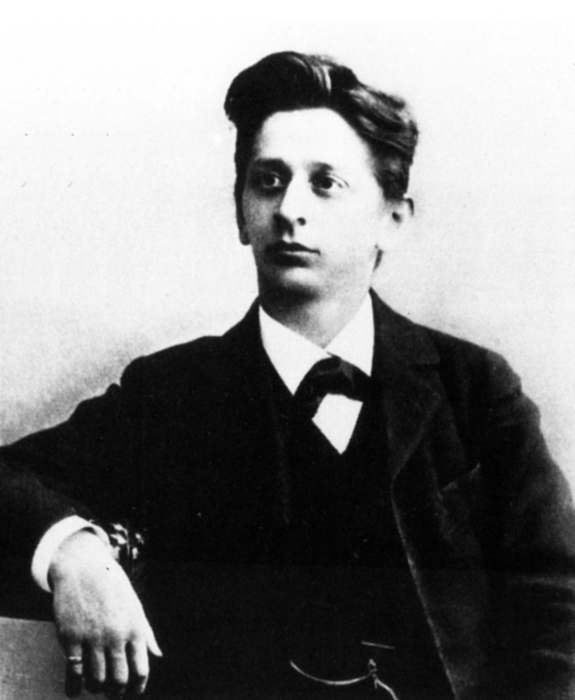
Alexander von Zemlinsky

## Historia
Runt sekelskiftet 1900 rådde det en vurm för sagoberättelser och sagooperor. I Wien innehade dessa verk inte sällan ett stråk av undertexter helt i Freuds anda, men i sina tidiga operor närmade sig Zemlinsky texten ovanligt naivt och oskyldigt. Medan han höll på med verket visade han det för Gustav Mahler som skulle uppföra operan. Mahler föreslog en del ändringar och omarbetade finalen till akt I på egen hand. Sålunda är sluttakterna ett unikt musikexempel på Mahlers annars obefintliga scenmusik. Operan uruppfördes den 22 januari 1900 på Wiener Hofoper i Wien och spelades tolv gånger.

## Personer
- Prinsessan (sopran)
- Prinsen (tenor)
- Kaspar, prinsens medföljare (baryton)
- Kungen (bas)
- En friare (tenor)
- En dörrvakt (baryton)
- Polisen (bas)
- Härolden (bas)
- Hovdamen (sopran)

## Handling
Prinsen anländer med sin följeslagare Kaspar för att som en i raden av friare begära prinsessans hand. Uttråkad av alla firares fjäskande avslår hon även prinsens frieri. Han beslutar sig för att straffa hennes högmod och vinna hennes hjärta genom att klä ut sig till en fattig zigenare. Därefter ämnar han lura till sig hennes kärlek med hjälp av en magisk gryta. När hon slutligen inser att hon älskar zigenaren, återvänder han som prins och kräver sin vinst. Hon avslår hans rikedomar och hävdar att hon har funnit den sanna kärleken. Till sist upptäcker hon att prinsen är zigenaren och de kan nu gifta sig.